# Tiree
Tiree  (schottisch-gälisch: Tiriodh [ˈtʲʰiɾʲəɣ]) ist eine Insel der Inneren Hebriden in Schottland. Sie liegt westlich der Isle of Mull, ist etwa 19 Kilometer lang und knapp fünf Kilometer breit. Durch den Golfstrom hat Tiree ebenso wie die Nachbarinsel Coll ein milderes Klima als es die Lage an der schottischen Westküste vermuten ließe. Coll und Tiree gehören zu den Orten mit den meisten Sonnenstunden im Vereinigten Königreich.

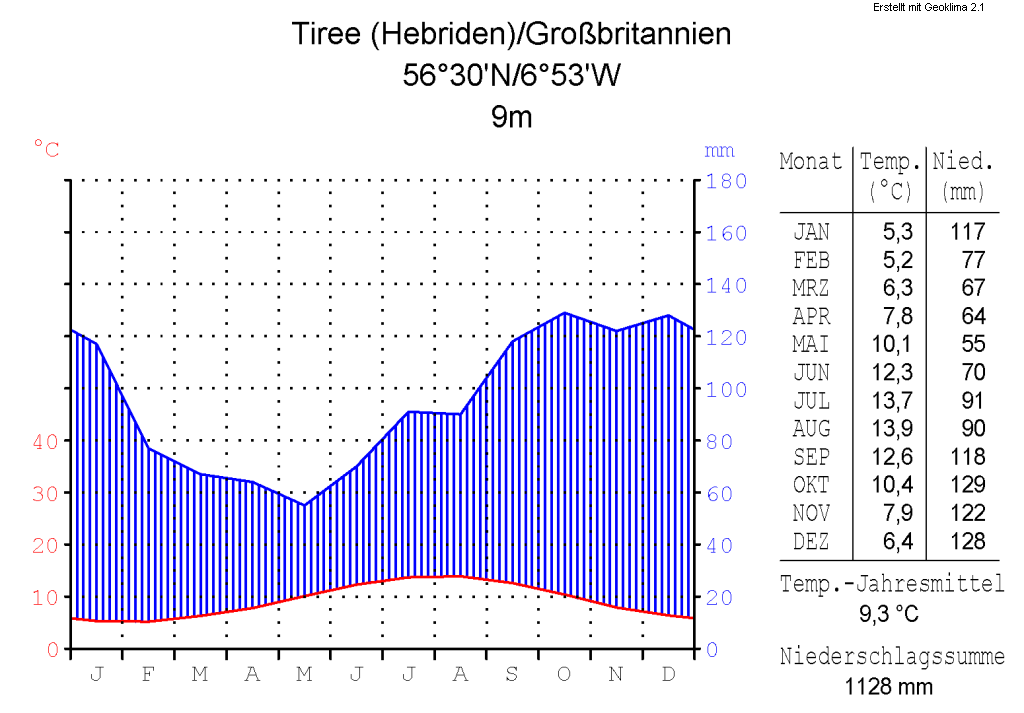
Klimadiagramm von Tiree

Die Insel ist reich an vorzeitlichen Denkmälern: Cairns, Crannogs, Cross-Slabs, Duns, Souterrains, Steinkreise und Menhire. Auf Tiree bestehen mehrere Dörfer mit insgesamt 653 Einwohnern (Stand: 2011). Der wichtigste Ort der Insel ist Scarinish, in dessen Nähe sich auch der Fährhafen befindet. Fährverbindungen bestehen nach Coll und Oban sowie zur Insel Barra. Bedeutende Wirtschaftszweige sind die Landwirtschaft, die Fischerei und der Tourismus.

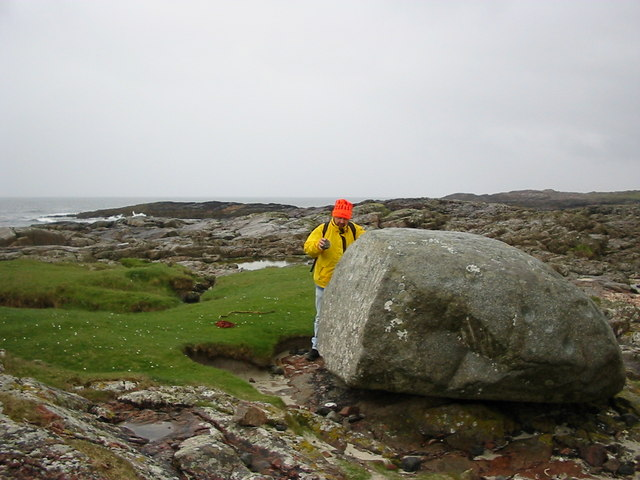
Der Ringing Stone

Der „Klingelnde Stein“ oder Clach a’ Choire ist ein riesiger Felsblock, der während der Eiszeit von der Insel Rùm hierher gelangte. Wird er mit einem Stein angeschlagen, erzeugt das metallische Töne, woher der Stein seinen Namen hat. Der ovale Stein ist ungefähr 1,6 Meter hoch und hat 53 prähistorische Cup-and-Ring-Markierungen. Die Legende sagt: „Sollte der klingelnde Stein jemals zertrümmert werden, so wird Tiree im Meer versinken“.
Die Besonderheit der Insel sind jedoch die drei Brochs.
- Dùn Mòr (zwischen 1962 und 1964 ausgegraben) ist ein Semi-Broch (ein D-förmiger Broch)
- Dun Boraige Mor (im Sinne von Große Burg) ist vermutlich auch ein Semi-Broch
- Dun Mor A’ Chaolais (der große Broch von Caolas), ebenfalls ein „galleried dun“ oder Semi-Broch.